# Кристофф, Александер
Александер Кристофф (норв. Alexander Kristoff, 5 июля 1987 года, Осло, Норвегия) — норвежский профессиональный шоссейный велогонщик, выступающий с 2018 года за команду UAE Team Emirates. Бронзовый призёр Летних Олимпийских игр 2012 года. Серебряный призёр Чемпионата мира 2017 года в групповой гонке. Чемпиона Европы 2017 года в групповой гонке. Двукратный чемпион Норвегии в групповой гонке. Победитель четырех этапов Тур де Франс.
У Александра и его жены Марен четыре сына: Лео (16.11.2011), Лиам (23.06.2015) и близнецы Луи и Лука (13.05.2020).

## Победы
2006
Гран-при Гренландии — этапы 1 и 2
2007
 — Чемпион Норвегии в групповой гонке
2008
 — Чемпион Норвегии в критериуме
Гран-при Рингерике — этап 4
2009
 — Чемпион Норвегии до 23 в групповой гонке
Гран-при Рингерике — этап 3
2011
 — Чемпион Норвегии в групповой гонке
2012
 Три дня Де-Панне — этап 3а и очковая классификация
 Олимпийские игры, групповая гонка — 3-е место
 Международная портовая классика — молодёжная классификация и 3-е место в общем зачёте
 Тур Дании — этап 4 и очковая классификация
2013
Тур Норвегии — этапы 1, 2 и 5
Тур Швейцарии — этап 5
 Три дня Де-Панне — этап 3а и очковая классификация
 Тур Фьордов — этапы 2, 3 (ТТТ) и очковая классификация
2014
Тур Омана — этап 2
Милан — Сан-Ремо
Эшборн — Франкфурт
 Тур Норвегии — этапы 1, 5 и очковая классификация
 Тур Фьордов — этапы 2, 4, 5, генеральная и очковая классификации
Тур де Франс — этапы 12 и 15
 Арктическая гонка Норвегии — этапы 2, 4 и очковая классификация
Ваттенфаль Классик
2015
 Тур Катара — этапы 2, 4, 5 и очковая классификация
Тур Омана — этап 3
Париж — Ницца — этап 1
 Три дня Де-Панне — этапы 1, 2, 3а, генеральная и очковая классификации
Тур Фландрии
Схелдепрейс
 Тур Норвегии — этапы 1, 2 и очковая классификация
 Тур Фьордов — этапы 1, 2, 3 и очковая классификация
Гран-при кантона Аргау
Тур Швейцарии — этап 7
 Арктическая гонка Норвегии — этап 1 и очковая классификация
Гран-при Плуэ
2016
 Тур Катара — этап 2, 4 и 5 и очковая классификация
Эшборн — Франкфурт
Тур Омана — этап 3 и 6
Три дня Де-Панне — этап 1
2017
 Чемпионат Европы
Эшборн — Франкфурт
Лондон — Суррей Классик
Тур Омана
 Очковая классификация
1-й на этапах 1, 4 и 6
Этуаль де Бессеж
 Очковая классификация
1-й на этапах 2
1-й  Очковая классификация Тур Британии
2-й  Чемпионат мира в групповой гонке
2-й Гран-при Плуэ
3-й — Три дня Де-Панне
1-й на этапе 2
 Очковая классификация
4-й Арктическая гонка Норвегии
1-й на этапе 2
4-й Милан — Сан-Ремо
4-й Классика Гамбурга
5-й Тур Фландрии
2019
3-й Эшборн — Франкфурт
2020
Тур де Франс — этап 1

## Статистика выступлений наГранд Турах
| Гранд Тур | 2011 | 2012 | 2013 | 2014 | 2015 | 2016 | 2017 | 2018 | 2019 | 2020 |
| --------- | ---- | ---- | ---- | ---- | ---- | ---- | ---- | ---- | ---- | ---- |
| Джиро     | 157  | 149  | –    | –    | –    | –    | –    | –    | –    |      |
| Тур       | –    | –    | 147  | 125  | 130  | 149  | 130  | 114  | 139  | ?    |
| Вуэльта   | –    | –    | –    | –    | –    | –    | –    | –    | –    |      |